# تيم تايلور (صحفي)
تيم تايلور (بالإنجليزية: Tim Taylor)‏ هو صحفي ومذيع أخبار أمريكي، ولد في 19 مايو 1940 في بيدفورد في الولايات المتحدة.